# Волосовка (Рязанская область)
Волосовка — деревня Грязновского сельского поселения Михайловского района Рязанской области России.

## Общие сведения

### География
Деревня находится на реке Волосовке.
На северо-востоке к деревне примыкает Посёлок центрального отделения совхоза имени Ильича.
В деревне находится питомник декоративных растений.

### Транспорт
В 8 км на северо-востоке проходит федеральная трасса E 119 M6 Москва — Тамбов — Волгоград — Астрахань.
В 2 км находится железнодорожная станция Лужковская Московской железной дороги участка Ожерелье — Павелец.
Через деревню проходит автобусный маршрут №106 до г. Михайлов.

### Население
| 2010 |
| ---- |
| 79   |

### Климат
Климат умеренно континентальный, характеризующийся тёплым, но неустойчивым летом, умеренно-суровой и снежной зимой. Ветровой режим формируется под влиянием циркуляционных факторов климата и физико-географических особенностей местности. Атмосферные осадки определяются главным образом циклонической деятельностью и в течение года распределяются неравномерно.
Согласно статистике ближайшего крупного населённого пункта — г. Рязани, средняя температура января −7.0 °C (днём) / −13.7 °C (ночью), июля +24.2 °C (днём) / +13.9 °C (ночью).
Осадков около 553 мм в год, максимум летом.
Вегетационный период около 180 дней.

## История
В июле 1903 года произошло крупное волнение крестьян в имение князя Гагарина.

## Известные уроженцы
- Макаров, Иван Константинович (1907—1944) — Герой Советского союза, командир взвода 615-го стрелкового полка.